# Michael Crommie

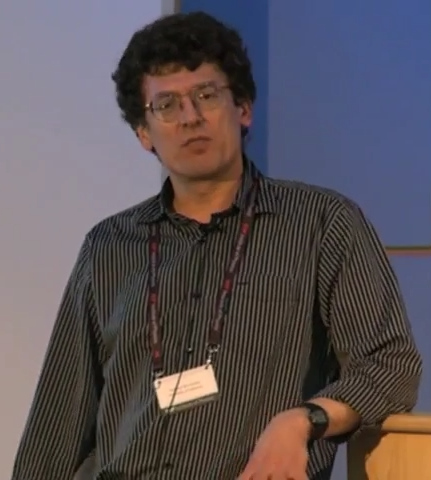
Michael Crommie (Juni 2011)

Michael Felix Crommie (* 1961) ist ein US-amerikanischer Physiker und Nanowissenschaftler.
Crommie studierte Physik an der University of California, Los Angeles, mit dem Bachelor-Abschluss 1984 und wurde 1991 an der University of California, Berkeley, promoviert. Als Post-Doktorand war er zwei Jahre am IBM-Almaden-Forschungszentrum. 1994 wurde er Assistant Professor an der Boston University und wurde 1999 Associate Professor und später Professor an der University of California, Berkeley.
1993 demonstrierte er mit Donald M. Eigler das Quantenchaos-Phänomen des Quantum Corral.
Er befasst sich mit der Konstruktion von Nanostrukturen von Atomen und Molekülen mit Hilfe von Rasterkraftmikroskopie. Unter anderem gelang ihm mit seiner Gruppe bei Kohlenstoff-Nanostrukturen die Dotierung eines einzelnen Fullerenmoleküls mit einzelnen Atomen und die erste energieaufgelöste Abbildung eines einzelnen Fulleren-Balls und die erste atomar aufgelöste spektroskopische Untersuchung einer einatomaren Graphenschicht. Er untersuchte in seiner Gruppe auch magnetische Nanostrukturen (spinbasierte Nanostrukturen) wie eine einzelne Kondo-Verunreinigung und die erste spinpolarisierte Messung eines einzelnen magnetischen Adatoms in einem Molekül. Seine Gruppe befasst sich mit bottom up Konstruktion molekularer Maschinen und photovoltaischer Elemente.
Crommie gelang mit Felix R. Fischer 2013 an der Universität Berkeley die erste direkte Aufnahme davon, wie sich ein organisches Molekül in einer Reaktion verändert. Dabei waren über Kohlenstoffatome mit Dreifachbindungen (Ethin) verbundene Phenolringe das Ausgangsmolekül; nach Erhitzen kondensierte das Moleküle zu unterschiedlichen miteinander verbundenen Ringstrukturen aus Fünfer und Sechser-Ringen, die ebenfalls abgebildet werden konnten. Dabei verwendeten sie eine Technik der Rastertunnelmikroskopie von Gerhard Meyer und Leo Gross, bei der an der Spitze der Sonde ein organisches Molekül sitzt.
Crommie erhielt 1994 einen National Science Foundation Young Investigator Award, 1993/94 den AAAS Newcomb Cleveland Prize und war 1997 Sloan Research Fellow. Für 2020 wurde Crommie der Davisson-Germer-Preis zugesprochen. 2025 wurde er zum Mitglied der National Academy of Sciences gewählt.

## Schriften (Auswahl)
- mit C. P. Lutz, Donald M. Eigler: Confinement of electrons to quantum corrals on a metal surface, Science, Band 262, 1993, S. 218.
- mit V. Madhavan, W. Chen, T. Jamneala, N. S. Wingreen: Tunneling into a single magnetic atom: Spectroscopic evidence of the Kondo resonance, Science, Band 280, 1998, S. 567
- mit T. Jamneala, V. Madhavan: Kondo Response of a Single Antiferromagnetic Trimer, Phys. Rev. Lett., Band 87, 2001, S. 256804
- mit Xinghua Lu, M. Grobis, K. H. Khoo, S. G. Louie: Spatially Mapping the Spectral Density of a Single C60 Molecule, Phys. Rev. Lett., Band 90, 2003, S. 096802
- mit Z. Nussinov, A. V. Balatsky: Noise Spectroscopy of a Single Spin with Spin-Polarized Scanning Tunneling Microscopy, Phys. Rev. B, Band 68, 2003, S. 085402
- mit R. Yamachika, M. Grobis, A. Wachowiak: Controlled atomic doping of a single C60 molecule, Science, Band 304, 2004, S. 281.
- mit A. Wachowiak u. a.: Direct Visualization of the Molecular Jahn-Teller Effect in an Insulating K4C60 Monolayer, Science, Band 310, 2005, S. 468
- mit M. Grobis u. a.: Spatially Dependent Inelastic Tunneling in a Single Metallofullerene, Phys. Rev. Lett., Band 94, 2005, S. 136802
- mit M. J. Comstock u. a.: Reversible photomechanical switching of individual engineered molecules at a surface, Phys. Rev. Lett., Band 99, 2007, S. 038301, PMID 17678335
- mit Y. Yayon u. a.: Observing Spin Polarization of Individual Magnetic Adatoms, Phys. Rev. Lett., Band 99, 2007, S. 067202
- mit V. W. Brar u. a.: Scanning tunneling spectroscopy of inhomogeneous electronic structure in monolayer and bilayer graphene on SiC, Appl. Phys. Lett., Band 91, 2007, S. 122102, Arxiv